# Rafael Pombo

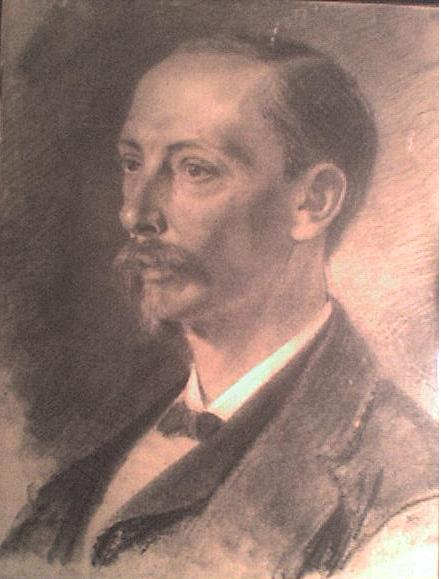
Rafael Pombo

José Rafael de Pombo y Rebolledo (* 7. November 1833 in Bogotá, Republik Neugranada; † 5. Mai 1912, ebenda) war ein kolumbianischer Schriftsteller und Diplomat.

## Leben
Rafael Pombo erhielt zunächst eine Ausbildung als Mathematiker und Ingenieur an einer Militärakademie. Er lebte und arbeitete eine Zeit lang als Botschafter Kolumbiens in den Vereinigten Staaten, wo er in New York Kinderreime ins Spanische übersetzte, herausgegeben in zwei Bänden: Cuentos pintados para niños und Cuentos morales para niños formales. Er kritisierte die aggressive US-amerikanische Politik und die überwältigende Kultur des yanquismo, die er in einem Gedicht mit den Turbulenzen der Niagarafälle verglich, pries aber die Naturschönheiten und die Werte der Menschen in den USA.
Rafael Pombo erstellte ein umfangreiches Werk, am bekanntesten sind aber seine Kinderbücher: Michín, Juan Chunguero, Pastorcita, La Pobre Viejecita, Simón el Bobito, El Gato Bandido, und El Renacuajo paseador.
Nach 17 Jahren in den USA kehrte er nach Kolumbien zurück und wurde ein gefeierter Übersetzer und Journalist. 1905 wurde er als Kolumbiens bester Poet ausgezeichnet und zum Nationalpoeten gekrönt. Er blieb bis zu seinem Tod in Kolumbien und ist auf dem Hauptfriedhof von Bogotá begraben.